# Tròpic de Càncer (novel·la)
Tròpic de càncer és una novel·la de Henry Miller que s'ha descrit com "notòria per la seva sexualitat sincera" i com a responsable de la "lliure d'expressió que ara donem per feta en la literatura". Va ser publicada per primera vegada l'any 1934 per Obelisk Press a París, França, però aquesta edició va ser prohibida als Estats Units. La seva publicació el 1961 als Estats Units per Grove Press va donar lloc a judicis per obscenitat que van posar a prova les lleis nord-americanes sobre pornografia a principis de la dècada del 1960. El 1964, el Tribunal Suprem dels Estats Units va declarar el llibre no obscè. Es considera una obra important de la literatura del segle XX.

## Redacció i publicació
| «                              | Estic vivint a la Villa Borghese. No hi ha ni una molla de brutícia enlloc, ni una cadira mal col·locada. Aquí estem tots sols i estem morts. | » |
| — Fragment del primer passatge | |   |

Miller va escriure el llibre entre 1930 i 1934 durant la seva "vida nòmada" a París. La Villa Borghese fictícia era en realitat el número 18 de Villa Seurat al districte 14 de París. Tal com revela Miller al text del llibre, primer tenia la intenció de titular-lo "Crazy Cock". Miller va donar la següent explicació de per què el títol del llibre era Tròpic de càncer: "Va ser perquè per a mi el càncer simbolitza la malaltia de la civilització, el punt final del camí equivocat, la necessitat de canviar de rumb radicalment, de començar completament des de zero".
Anaïs Nin va ajudar a editar el llibre. El 1934, l’Obelisk Press de Jack Kahane va publicar el llibre amb el suport financer de Nin, que havia manllevat els diners a Otto Rank.

## Cita d'Emerson, prefaci i introducció
A l'edició de 1961, davant de la portada de la novel·la hi ha una cita de Ralph Waldo Emerson:
| « | Aquestes novel·les deixaran pas, a poc a poc, a diaris o autobiografies, llibres captivadors, si només un home sabés triar entre allò que anomena les seves experiències allò que és realment la seva experiència, i com registrar la veritat realment. | » |

L'edició de 1961 inclou una introducció de Karl Shapiro escrita el 1960 i titulada "El millor autor viu". Les tres primeres frases són:
| « | Anomeno Henry Miller el millor autor viu perquè crec que ho és. No el dic poeta perquè no ha escrit maig cap poema; fins i tot no li agrada la poesia, crec. Però tot el que ha escrit és un poema en el millor i en el més ampli sentit de la paraula. | » |

Després de la introducció hi ha un prefaci escrit per Nin el 1934, que comença així:
| « | Heus aquí un llibre que, si això fos possible, ens podria recuperar la gana per les realitats fonamentals. La nota predominant semblarà d'amargor, i l'amargor n'hi ha, al màxim. Però també hi ha una extravagància salvatge, una alegria boja, una verve, un gust, a vegades quasi un deliri. | » |

## Resum
Ambientat a França (principalment París) a finals de la dècada del 1920 i principis de la dècada del 1930, Tròpic de Càncer se centra en la vida de Miller com a escriptor en dificultats. Al final de la novel·la, Miller explica el seu enfocament artístic per escriure el llibre en si, afirmant:
| « | Fins al moment, la meva idea de col·laborar amb mi mateix ha estat sortir del patró or de la literatura. La meva idea ha estat breument presentar una resurrecció de les emocions, representar la conducta d'un ésser humà a l'estratosfera de les idees, és a dir, a l'aguait del deliri. | » |

Combinant l'autobiografia i la ficció, alguns capítols segueixen una narració d'algun tipus i fan referència als amics, col·legues i llocs de treball reals de Miller; d'altres s'escriuen com a reflexions del corrent de la consciència que de vegades són epifàniques. La novel·la està escrita en primera persona, com moltes de les altres novel·les de Miller, i no té una organització lineal, sinó que oscil·la amb freqüència entre el passat i el present.

## Temes
El llibre funciona en gran manera com una meditació immersiva sobre la condició humana. Com a escriptor en dificultats, Miller descriu la seva experiència vivint en una comunitat de bohemis a París, on de manera intermitent pateix fam, sensellarisme, misèria, solitud i desesperació per la seva recent separació de la seva dona. Descrivint la seva percepció de París durant aquest temps, Miller va escriure:
| « | Es pot viure a París —jo ho vaig descobrir!— només amb dolor i angoixa. Un aliment amarg, potser el millor que hi ha per a determinades persones. De tota manera, encara no havia arribat al final de la meva corda. Només estava coquetejant amb el desastre… Vaig entendre llavors per què París atreu els torturats, els al·lucinats, els grans maníacs de l'amor. Vaig entendre per què aquí, al centre mateix de la roda, es poden abraçar les teories més fantàstiques, les més impossibles, sense trobar-les gens estranyes; és aquí on es torna a llegir els llibres de la seva joventut i els enigmes adquireixen nous significats, un per cada cabell blanc. Un camina pels carrers sabent que està boig, posseït, perquè és massa obvi que aquestes cares fredes i indiferents són les cares dels seus guardians. Aquí tots els límits s'esvaeixen i el món es revela per l'escorxador boig que és. La cinta de córrer s'estén fins a l'infinit, les escotilles estan tancades amb força, la lògica s'escampa, amb un sagnant taulell intermitent. | » |

Hi ha molts passatges que descriuen explícitament les trobades sexuals del narrador. El 1978, l'estudiós literari Donald Gutiérrez va argumentar que la comèdia sexual del llibre era "innegablement baixa... [però amb] un atractiu visceral més fort que la comèdia alta". Els personatges són caricatures, i els personatges masculins "ensopeguen pels laberints de les seves concepcions de la dona".
La música i la dansa són altres temes recurrents al llibre. La música s'utilitza "com a signe de la vitalitat que Miller rebutja a tot arreu". Les referències a la dansa inclouen una comparació d'estimar la Mona amb una "dansa de la mort" i una crida al lector perquè s'uneixi a "un últim ball que caduca" tot i que "estem condemnats".

## Personatges
A part del narrador en primera persona "Henry Miller", els personatges principals són:
Boris
Un amic que lloga habitacions a la Villa Borghese. El personatge va ser modelat després de Michael Fraenkel, un escriptor que "havia protegit a Miller durant els seus dies de vagabund" el 1930.
Carl
Un amic escriptor que es queixa de la gent optimista, de París i de l'escriptura. Miller ajuda a Carl a escriure cartes d'amor a "la rica cony d'Irene", i Carl relata la seva trobada amb ella a Miller. Carl viu en la misèria i té relacions sexuals amb un menor. La inspiració de Carl va ser l'amic de Miller, Alfred Perlès, escriptor.
Collins
Un mariner que fa amistat amb Fillmore i Miller. Com Collins s'havia enamorat d'un noi en el passat, el fet de despullar un Miller malalt per ficar-lo al llit s'ha interpretat com una prova d'un desig homoeròtic per Miller.
Fillmore
Un "jove al servei diplomàtic" que es fa amic de Miller. Convida Miller a quedar-se amb ell; més tard s'hi uneix la "princesa" russa Macha amb "gonocòccia". Cap al final del llibre, Fillmore promet casar-se amb una francesa anomenada Ginette que està embarassada d'ell, però ella és físicament abusiva i controladora, i Miller convenç a Fillmore de marxar de París sense ella. L'homòleg de la vida real de Fillmore era Richard Galen Osborn, un advocat.
Mona
Un personatge corresponent a la segona esposa de Miller, juny Miller. Miller recorda la Mona, que ara és a Amèrica, amb nostàlgia.
Tania
Una dona casada amb Sylvester. El personatge va ser modelat després de Bertha Schrank, que estava casada amb Joseph Schrank. També es pot assenyalar que durant l'escriptura de la novel·la, Miller també va tenir una apassionada aventura amb Anais Nin; canviant la "T" per una "S", es pot distingir l'Anais de la Tania reordenant les lletres. També es pot assenyalar que en una de les moltes cartes apassionades de Nin a Miller, ella cita el seu desmai que es troba a continuació. La Tania té una aventura amb Miller, que fantasieja amb ella:
| « | Oh Tània, on és ara el teu cony calent, aquelles lligadures grosses i pesades, aquelles cuixes suaus i bombades? Hi ha un os a la meva punxa de sis polzades de llarg. Esborraré totes les arrugues del teu cony, Tania, gran de llavor. T'enviaré a casa amb la teva Sylvester amb un dolor a la panxa i el ventre girat al revés. El teu Sylvester! Sí, ell sap com fer foc, però jo sé com inflamar un cony. T'enfonso focs calents, Tania, faig els teus ovaris incandescents. | » |

Van Norden
Un amic de Miller que és "probablement l'home més corrupte sexualment" del llibre, amb una "manca total d'empatia amb les dones". Van Norden es refereix a les dones que utilitzen termes com ara "el meu cony de Geòrgia", "cony de puta", "cony ric", "conys casats", "cony danès" i "conys tontos". Miller ajuda a Van Norden a traslladar-se a una habitació d'un hotel, on Van Norden porta les dones "el dia a l'entrada". El personatge es basava en Wambly Bald, un columnista de xafarderies.

## Qüestions legals

### Estats Units
Després de la publicació del llibre a França l'any 1934, el Servei de Duanes dels Estats Units va prohibir la importació del llibre als EUA Frances Steloff va vendre còpies de la novel·la de contraban des de París durant la dècada del 1930 al seu Gotham Book Mart, la qual cosa va provocar queixes. Una edició de la novel·la que infringia els drets d'autor va ser publicada a la ciutat de Nova York el 1940 per "Medusa" (Jacob Brussel); la seva darrera pàgina afirmava que el seu lloc de publicació era Mèxic. Brussel·les va ser finalment enviada a la presó durant tres anys per l'edició.
El 1950, Ernest Besig, el director de la Unió Americana de Llibertats Civils a San Francisco, va intentar importar Tròpic de Càncer juntament amb l'altra novel·la de Miller, Tròpic de Capricorn, als Estats Units. La duana va retenir les novel·les i Besig va demandar el govern. Abans que el cas arribés a judici, Besig va sol·licitar una moció per admetre 19 deposicions de crítics literaris que testimonien el "valor literari de les novel·les i la talla de Miller com a escriptor seriós". La moció va ser denegada pel jutge Louis A. Goodman. El cas va passar a judici amb Goodman presidint. Goodman va declarar les dues novel·les obscenes. Besig va apel·lar la decisió al Novè Circuit d'Apel·lacions, però les novel·les van ser declarades una vegada més "obscenes" en una decisió unànime a Besig v. Estats Units.
El 1961, quan Grove Press va publicar legalment el llibre als Estats Units, es van presentar més de 60 demandes per obscenitat en més de 21 estats contra llibreters que el van vendre. Les opinions dels tribunals variaven; per exemple, en el seu desacord amb la majoria que sostenia que el llibre no era obscè, el jutge de la Cort Suprema de Pennsilvània Michael Musmanno va escriure que el càncer "no és un llibre". És un tancament, una claveguera oberta, un pou de putrefacció, una reunió viscosa de tot el que està podrit entre les runes de la depravació humana."
L'editor Barney Rosset va contractar l'advocat Charles Rembar per ajudar Rosset a liderar l'"esforç per ajudar tots els llibreters processats, independentment de si hi havia una obligació legal de fer-ho". Rembar va argumentar amb èxit dos casos d'apel·lació, a Massachusetts i Nova Jersey, encara que el llibre va continuar sent jutjat obscè a Nova York i altres estats.
El 1964, el Tribunal Suprem dels EUA, en Grove Press, Inc. v. Gerstein, citat Jacobellis v. Ohio (que es va decidir el mateix dia) i va anul·lar les conclusions dels tribunals estatals que el tròpic de càncer era obscè.

### Altres països
El llibre també va ser prohibit fora dels EUA:
- Al Canadà, figurava a la llista de llibres prohibits per la duana des de 1938.[23] La Policia Muntada del Canadà va confiscar còpies del llibre de llibreries i biblioteques públiques a principis dels anys seixanta.[23] El 1964, les actituds cap al llibre s'havien "liberalitzat".[23]
- Només les còpies de contraban del llibre estaven disponibles al Regne Unit després de la seva publicació el 1934.[24] Scotland Yard va contemplar la prohibició de la seva publicació a Gran Bretanya als anys seixanta, però va decidir no prohibir-la perquè figures literàries com TS Eliot estaven disposades a defensar públicament el llibre.[24]
- A Austràlia, el llibre va ser prohibit fins a principis de la dècada del 1970, quan el ministre de Duanes i Impostos Especials, Don Chipp, va acabar en gran part amb la censura del material imprès al país.[25]
- A Finlàndia, totes les còpies impreses de les versions finlandeses del llibre van ser confiscades per l'estat abans que els llibres es publiquin el 1962. El llibre no es va publicar allà en finès fins al 1970, però el llibre estava disponible en suec i anglès.[26]

## Recepció crítica

### Revisors individuals
El 1935, H. L. Mencken va llegir l'edició de París de 1934 i va enviar una nota encoratjadora a Miller: "Fa un mes vaig llegir Tropic of Cancer. Em sembla una obra realment excel·lent, i així ho vaig informar a la persona que me la va enviar. D'això, més quan ens trobem."
George Orwell va revisar Tropic of Cancer a The New English Weekly el 1935. Orwell es va centrar en les descripcions de Miller de les trobades sexuals, que va considerar importants pel seu "intent d'arribar a fets reals", i que va veure com una desviació de les tendències dominants. Orwell va argumentar que, tot i que Miller es preocupa d'aspectes més lletjos de la vida, no és, tanmateix, del tot pessimista i sembla trobar que la contemplació de la lletjor fa que la vida valgui més la pena que menys. Per concloure, va descriure Tropic of Cancer com "un llibre notable" i el va recomanar a "qualsevol que pugui aconseguir una còpia" Tornant a la novel·la a l'assaig "Inside the Whale" (1940), George Orwell va escriure el següent:
| « | Aconsello sincerament a qualsevol que no ho hagi fet que llegeixi almenys el tròpic del càncer. Amb una mica d'enginy, o pagant una mica més del preu publicat, pots fer-te'n càrrec, i encara que algunes parts t'agradin, et quedarà en la memòria… Heus aquí, al meu entendre, l'únic prosista imaginatiu del més mínim valor que ha aparegut entre les races de parla anglesa des de fa uns anys. Fins i tot si s'oposa a això com una exageració, probablement s'admetrà que Miller és un escriptor fora del comú, que val més que una sola mirada… | » |

Samuel Beckett ho va aclamar com "un esdeveniment transcendental en la història de l'escriptura moderna". Norman Mailer, en el seu llibre de 1976 sobre Miller titulat Geni i luxúria, la va anomenar "una de les deu o vint grans novel·les del nostre segle, una revolució de la consciència igual a The Sun Also Rises ".
Edmund Wilson va dir de la novel·la:
| « | El to del llibre és, sens dubte, baix; El tròpic de càncer, de fet, tant des del punt de vista dels seus esdeveniments com de la llengua en què es transmeten, és el llibre més baix de qualsevol mèrit literari real que recordi haver llegit mai... hi ha una cosa estranya, amenitat de temperament i estil que banya tota la composició fins i tot quan és fastigosa o fatigosa. | » |

 El 1980, Anatole Broyard va descriure Tropic of Cancer com "la primera i millor novel·la del Sr. Miller", mostrant "un talent per trobar simbolisme en llocs discrets" i tenir "boques frases". Julian Symons va escriure el 1993 que "l'efecte xoc [de la novel·la] ha desaparegut", tot i que "continua sent un document extraordinari". Un assaig del 2009 sobre el llibre de Ewan Morrison el va descriure com un "salvavides" quan estava "vagant de la beguda a la beguda i del llit al llit, perillosament a prop del col·lapse total".

### Aparicions a les llistes dels millors llibres
El llibre s'ha inclòs en una sèrie de llistes dels millors llibres, com ara les següents:
- El juliol de 1998, la Junta de la Modern Library va classificar Tropic of Cancer en el lloc 50 de la seva llista de les 100 millors novel·les en llengua anglesa del segle xx.[38][39]
- El juliol de 1998, els estudiants del Radcliffe Publishing Course, a petició del consell editorial de la Modern Library, van compilar la seva pròpia llista de les 100 millors novel·les en anglès del segle xx, i el llibre va ocupar el lloc 84è.[40]
- Entre juliol de 1998 i octubre de 1998, una enquesta de lectors en línia de la Modern Library va situar la novel·la en el lloc 68 entre les 100 millors novel·les en anglès del segle xx.[39]
- En una enquesta de bibliotecaris publicada el novembre de 1998, el llibre va ocupar el lloc 132 d'una llista de 150 llibres de ficció del segle xx.[41]
- La revista Time va incloure la novel·la a la seva llista de les 100 millors novel·les en llengua anglesa del 1923 al 2005.[42]
- La novel·la va ser inclosa al llibre de 2006 1001 Books You Must Read Before You Die.[43]
- Va ser una de les "1000 novel·les que tothom ha de llegir" a The Guardian el 2009.[44]
- Va ser inclòs a la llista "Els 75 llibres que cada home hauria de llegir" (2011) a Esquire.[45]

## Influències

### Influències en Miller
Els crítics i el mateix Miller han afirmat que Miller es va veure influenciat pel següent en escriure la novel·la:
- Louis-Ferdinand Céline, especialment Viatge al final de la nit (1932), la seva primera novel·la semi-autobiogràfica amb un "personatge còmic i antiheroic".[4][35][46] No obstant això, George Orwell va escriure "Ambdós llibres utilitzen paraules no imprimibles, tots dos són en cert sentit autobiogràfics, però això és tot."[31]
- Fiodor Dostoievski, especialment les seves Notes de la clandestinitat (1864).[35]
- James Joyce.[35] No obstant això, Orwell va considerar que la novel·la no s'assemblava a l'Ulisses de Joyce.[31]
- François Rabelais.[35][47]
- Henry David Thoreau.[48][49]
- Walt Whitman, que va escriure en un estil semblant sobre la gent comuna.[8][31][35][49] El poeta s'esmenta favorablement a la novel·la diverses vegades, per exemple: "A Whitman, tota l'escena nord-americana cobra vida, el seu passat i el seu futur, el seu naixement i la seva mort. hi ha valor a Amèrica que Whitman ha expressat, i no hi ha res més a dir".[9]

### Influència de la novel·la en altres escriptors
El tròpic de càncer "ha tingut un impacte enorme i indeleble tant en la tradició literària nord-americana com en la societat nord-americana en el seu conjunt". La novel·la va influir en molts escriptors, com ho demostren els següents:
- La novel·la de 1938 de Lawrence Durrell , El llibre negre, va ser descrita com a "celebrar a Henry Miller de Tropic of Cancer com el seu pare literari [de Durrell]".[51]
- S'ha afirmat que la novel·la va impressionar els escriptors de la Beat Generation als anys seixanta com Jack Kerouac i William S. Burroughs.[23][52]
- Erica Jong va escriure "... quan estava buscant la llibertat d'escriure [la novel·la de 1973] Fear of Flying, vaig agafar Tròpic de càncer i l'exuberància pura de la prosa va desbloquejar alguna cosa en mi".[7] Al seu torn, Miller va elogiar Fear of Flying el 1974, comparant-ho amb Tropic of Cancer.[53]

## Adaptació
La novel·la va ser adaptada per a una pel·lícula de 1970 Tròpic de càncer dirigida per Joseph Strick i protagonitzada per Rip Torn, James T. Callahan i Ellen Burstyn. Miller va ser un "assessor tècnic" durant la producció de la pel·lícula; tot i que tenia reserves sobre l'adaptació del llibre, va elogiar la pel·lícula final. La pel·lícula va ser qualificada X als Estats Units, que més tard es va canviar a una classificació NC-17.